# Wundschuh
Wundschuh è un comune austriaco di 1 545 abitanti nel distretto di Graz-Umgebung, in Stiria.